# After Burner: Black Falcon
After Burner: Black Falcon è un videogioco del genere sparatutto sviluppato da Planet Moon Studios e pubblicato nel 2007 da SEGA per PlayStation Portable.
Appartenente alla serie After Burner, Black Falcon è un titolo esclusivo per la console portatile Sony e non una conversione di un videogioco arcade.

## Trama
Il gioco permette di impersonare tre diversi piloti dell'USAF dallo stile di pilotaggio e di combattimento differente impiegati a recuperare dei caccia sperimentali rubati da un'organizzazione terroristica composta da piloti disertori denominata Black Falcon.

## Modalità di gioco
La modalità principale prevede 24 livelli da percorrere a bordo di 15 differenti aerei di varie tipologie, tutti personalizzabili in vari aspetti estetici e meccanici. Ogni pilota, durante le partite, avrà una scelta di obbiettivi secondari differente in base alle proprie caratteristiche. Prima dell'inizio di una missione, è anche possibile modificare l'armamento di ogni velivolo per adattarlo alle varie esigenze tattiche. Alla fine di ogni quadro si dovrà affrontare un boss rappresentato da uno dei terroristi a bordo di uno dei caccia rubati. Durante i livelli, se si eseguiranno uccisioni di fila senza essere colpiti, si potrà avere accesso a bonus di varia tipologia. È inoltre presente una modalità multipalyer che permette di affrontare le varie missioni in cooperativa o di eseguire stage in modalità versus per due giocatori.

## Accoglienza
Vari recensori hanno sottolineato un miglioramento per quanto riguarda il sistema di puntamento delle armi e l'impiego di un buon frame-rate. Molto apprezzate sono anche le modifiche ai velivoli e la semplicità di utilizzo dei comandi, anche se la difficoltà mal calibrata è stata fatta oggetto di numerose critiche, così come la visuale impiegata nelle missioni cooperative che renderebbe lo svolgimento dello stage altamente confusionario. Altri aspetti criticati sono la realizzazione grafica, quella sonora e il marcato aliasing.